# فرح علي
فرح علي (25 ديسمبر 1972 -)، ممثلة بحرينية.

## عن حياتها
تخرجت من المعهد العالي للفنون المسرحية عام 1996 وكانت بنفس دفعة الممثلين خالد أمين ورشا مصطفى ورشا البلوشي. بدأت العمل الفني عام 1992 بمشاركتها ببعض الأعمال في التلفزيون أو المسرح وذلك من خلال الأدوار الصغيرة، وكان من المخطط أن تشارك في دور صغير في مسلسل قاصد خير عام 1993 إلا إن بعد اعتذار عبير الجندي عن المسلسل اختارها عبد الحسين عبد الرضا بطل المسلسل للقيام بأداء الدور ومن ذلك أخذت فرصتها الحقيقة، حققت النجاح الكبير وبدأت بالمشاركة بالأعمال بالأدوار الكبيرة واستمرت حياتها الفنية حتى عام 2003 عندما اعلنت ارتدها للحجاب واعتزال العمل الفني وذلك بعد وفاة والدها.

## أعمالها

### الأفلام التلفزيونية
| سنة الإنتاج | اسم الفيلم     |
| ----------- | -------------- |
| 1992        | الدكاترة سعد   |
| 1997        | أنتي طالق      |
| 2000        | وجوه بلا أقنعة |
| 2000        | رائحة الحنة    |

### من المسلسلات
| سنة الإنتاج | المسلسل                 |
| ----------- | ----------------------- |
| 1993        | قاصد خير                |
| 1993        | آخر العنقود             |
| 1993        | طش ورش                  |
| 1994        | ميزان العدالة           |
| 1995        | وجوه بلا ملامح          |
| 1995        | زارع الشر               |
| 1997        | سرور                    |
| 1997        | القرار                  |
| 1997        | البيت الكبير            |
| 1997        | بيت تسكنه سمره          |
| 1997        | دلق سهيل - الجزء الثاني |
| 1997        | ما يبقى غير الحب        |
| 1997        | الناس أجناس             |
| 1999        | الدردور                 |
| 2000        | خطوات على الجليد        |
| 2000        | بيت بلا أبواب           |
| 2001        | الصقرين                 |
| 2001        | الحب يأتي متأخرا        |
| 2001        | جروح باردة              |
| 2001        | بقدر ما تحمله النفوس    |
| 2002        | لعبة القدر              |
| 2003        | زحف العقارب             |
| 2003        | بيتنا الكبير            |

## روابط خارجية
- فرح علي على موقع قاعدة بيانات الأفلام العربية